# آب‌انبار سلماسی
آب‌انبار سلماسی مربوط به دوره پهلوی اول است و در شهر قم، خیابان ارم، کوچه سلماسی واقع شده است. این اثر در تاریخ ۱۶ شهریور ۱۳۸۳ با شمارهٔ ثبت ۱۱۰۹۸ به‌عنوان یکی از آثار ملی ایران به ثبت رسیده است.